# Bahnstrecke Jarville-la-Malgrange–Mirecourt
| Die Moselbrücke zwischen Neuves-Maisons und Saint-Vincent, Blick stromaufwärts |                                                 |                                                                            |                                                                            |
| Streckennummer (SNCF): | 040 000                                         |                                                                            |                                                                            |
| Streckenlänge: | 57 km                                           |                                                                            |                                                                            |
| Spurweite: | 1435 mm (Normalspur)                            |                                                                            |                                                                            |
| Maximale Neigung: | 17 ‰                                            |                                                                            |                                                                            |
| Streckengeschwindigkeit: | 90 km/h                                         |                                                                            |                                                                            |
| Zweigleisigkeit: | nur zw. Jarville und Vézelize ehem. durchgehend |                                                                            |                                                                            |
| |                                                 |                                                                            |                                                                            |
| \| \| \| Bahnstrecke Paris–Strasbourg von Nancy \| \| \| \| 0,0 \| Jarville-la-Malgrange \| ⊙ 213 m \| \| \| 0,3 \| Bahnstrecke Paris–Strasbourg nach Straßburg \| Bahnstrecke Paris–Strasbourg nach Straßburg \| \| \| \| ehem. Depot Jarville \| \| \| \| 2,8 \| A330 \| A330 \| \| \| 4,2 \| Houdemont \| ⊙ 256 m \| \| \| 6,0 \| A33 \| A33 \| \| \| 7,2 \| Ludres \| ⊙ 277 m \| \| \| 10,0 \| Messein \| ⊙ 259 m \| \| \| \| Bahnstrecke Toul–Rosières-aux-Salines von Blainville-D. \| \| \| \| 12,2 \| Neuves-Maisons \| ⊙ 223 m \| \| \| \| Bahnstrecke Toul–Rosières-aux-Salines nach Toul \| \| \| \| 12,6 \| Canal des Vosges (27 m) \| Canal des Vosges (27 m) \| \| \| \| Mosel (68 m) \| ⊙ \| \| \| 13,8 \| Pont-Saint-Vincent \| ⊙ 222 m \| \| \| 15,6 \| Bainville-sur-Madon \| ⊙ 224 m \| \| \| 16,1 \| D 331 \| D 331 \| \| \| 17,6 \| D 50 \| D 50 \| \| \| 17,7 \| Xeuilley \| ⊙ 227 m \| \| \| \| \| \| \| \| 20,6 \| Pierreville \| ⊙ 229 m \| \| \| 22,4 \| Pulligny - Autrey \| ⊙ 232 m \| \| \| 23,0 \| Brénon (33 m) \| Brénon (33 m) \| \| \| 24,8 \| Ceintrey \| ⊙ 233 m \| \| \| \| D 5 \| \| \| \| 27,3 \| Clérey-sur-Brenon-Omelmont \| ⊙ 257 m \| \| \| 30,0 \| Tantonville \| ⊙ 285 m \| \| \| \| Gleisanlieger Brasseries de Tantonville \| ⊙ \| \| \| 32,4 \| Vézelise \| ⊙ 304 m \| \| \| \| D 904 \| \| \| \| 35,6 \| Forcelles-Saint-Gorgon \| ⊙ 324 m \| \| \| 38,4 \| Praye-sous-Vaudémont \| ⊙ 319 m \| \| \| 41,3 \| Saint-Firmin-Housséville \| ⊙ 293 m \| \| \| 43,0 \| Diarville \| ⊙ 281 m \| \| \| \| Grenze Meurthe-et-Moselle/Département Vosges \| \| \| \| 47,4 \| Bouzanville-Boulaincourt \| ⊙ 311 m \| \| \| \| Grenze Département Vosges/Meurthe-et-Moselle \| \| \| \| \| Grenze Meurthe-et-Moselle/Département Vosges \| \| \| \| \| Frenelle-la-Petite \| ⊙ \| \| \| \| \| \| \| \| \| Bahnstrecke Barisey-la-Côte–Frenelle-la-Grande-Puzieux von Barisey-la-Côte \| \| \| \| \| \| \| \| \| 50,6 \| Frenelle-la-Grande-Puzieux \| ⊙ 289 m \| \| \| \| D 413 (ehem. N 413) \| \| \| \| 54,3 \| Poussay \| ⊙ 263 m \| \| \| \| D 413 \| \| \| \| 56,0 \| Arol (53 m) \| Arol (53 m) \| \| \| ~56 \| D 166 (ehem. N 166) \| D 166 (ehem. N 166) \| \| \| \| Bahnstrecke Neufchâteau–Épinal von Neufchâteau \| ⊙ \| \| \| 57,1 \| Mirecourt \| ⊙ 290 m \| \| \| \| Bahnstrecke Neufchâteau–Épinal nach Épinal \| \| |                                                 |                                                                            |                                                                            |
| Strecke |                                                 | Bahnstrecke Paris–Strasbourg von Nancy                                     | Bahnstrecke Paris–Strasbourg von Nancy                                     |
| Bahnhof | 0,0                                             | Jarville-la-Malgrange                                                      | ⊙ 213 m                                                                    |
| Abzweig geradeaus und nach links | 0,3                                             | Bahnstrecke Paris–Strasbourg nach Straßburg                                | Bahnstrecke Paris–Strasbourg nach Straßburg                                |
| Abzweig geradeaus und ehemals nach links |                                                 | ehem. Depot Jarville                                                       | ehem. Depot Jarville                                                       |
| Strecke mit Straßenbrücke | 2,8                                             | A330                                                                       | A330                                                                       |
| Haltepunkt / Haltestelle | 4,2                                             | Houdemont                                                                  | ⊙ 256 m                                                                    |
| Strecke mit Straßenbrücke | 6,0                                             | A33                                                                        | A33                                                                        |
| Haltepunkt / Haltestelle | 7,2                                             | Ludres                                                                     | ⊙ 277 m                                                                    |
| Haltepunkt / Haltestelle | 10,0                                            | Messein                                                                    | ⊙ 259 m                                                                    |
| Abzweig geradeaus und nach links · Abzweig von links und ehemals von rechts |                                                 | Bahnstrecke Toul–Rosières-aux-Salines von Blainville-D.                    | Bahnstrecke Toul–Rosières-aux-Salines von Blainville-D.                    |
| Bahnhof · Bahnhof | 12,2                                            | Neuves-Maisons                                                             | ⊙ 223 m                                                                    |
| Kreuzung geradeaus unten (Querstrecke außer Betrieb) · Strecke nach rechts |                                                 | Bahnstrecke Toul–Rosières-aux-Salines nach Toul                            | Bahnstrecke Toul–Rosières-aux-Salines nach Toul                            |
| Brücke über Wasserlauf | 12,6                                            | Canal des Vosges (27 m)                                                    | Canal des Vosges (27 m)                                                    |
| Brücke über Wasserlauf |                                                 | Mosel (68 m)                                                               | ⊙                                                                          |
| Bahnhof | 13,8                                            | Pont-Saint-Vincent                                                         | ⊙ 222 m                                                                    |
| Dienststation / Betriebs- oder Güterbahnhof | 15,6                                            | Bainville-sur-Madon                                                        | ⊙ 224 m                                                                    |
| Bahnübergang | 16,1                                            | D 331                                                                      | D 331                                                                      |
| Bahnübergang | 17,6                                            | D 50                                                                       | D 50                                                                       |
| Dienststation / Betriebs- oder Güterbahnhof | 17,7                                            | Xeuilley                                                                   | ⊙ 227 m                                                                    |
| |                                                 |                                                                            |                                                                            |
| Haltepunkt / Haltestelle (Strecke außer Betrieb) | 20,6                                            | Pierreville                                                                | ⊙ 229 m                                                                    |
| Bahnhof (Strecke außer Betrieb) | 22,4                                            | Pulligny - Autrey                                                          | ⊙ 232 m                                                                    |
| Brücke über Wasserlauf (Strecke außer Betrieb) | 23,0                                            | Brénon (33 m)                                                              | Brénon (33 m)                                                              |
| Bahnhof (Strecke außer Betrieb) | 24,8                                            | Ceintrey                                                                   | ⊙ 233 m                                                                    |
| Bahnübergang (Strecke außer Betrieb) |                                                 | D 5                                                                        | D 5                                                                        |
| Haltepunkt / Haltestelle (Strecke außer Betrieb) | 27,3                                            | Clérey-sur-Brenon-Omelmont                                                 | ⊙ 257 m                                                                    |
| Haltepunkt / Haltestelle (Strecke außer Betrieb) | 30,0                                            | Tantonville                                                                | ⊙ 285 m                                                                    |
| Abzweig geradeaus und nach links (Strecke außer Betrieb) |                                                 | Gleisanlieger Brasseries de Tantonville                                    | ⊙                                                                          |
| Bahnhof (Strecke außer Betrieb) | 32,4                                            | Vézelise                                                                   | ⊙ 304 m                                                                    |
| Strecke mit Straßenbrücke (Strecke außer Betrieb) |                                                 | D 904                                                                      | D 904                                                                      |
| Haltepunkt / Haltestelle (Strecke außer Betrieb) | 35,6                                            | Forcelles-Saint-Gorgon                                                     | ⊙ 324 m                                                                    |
| Haltepunkt / Haltestelle (Strecke außer Betrieb) | 38,4                                            | Praye-sous-Vaudémont                                                       | ⊙ 319 m                                                                    |
| Haltepunkt / Haltestelle (Strecke außer Betrieb) | 41,3                                            | Saint-Firmin-Housséville                                                   | ⊙ 293 m                                                                    |
| Bahnhof (Strecke außer Betrieb) | 43,0                                            | Diarville                                                                  | ⊙ 281 m                                                                    |
| Grenze (Strecke außer Betrieb) |                                                 | Grenze Meurthe-et-Moselle/Département Vosges                               | Grenze Meurthe-et-Moselle/Département Vosges                               |
| Haltepunkt / Haltestelle (Strecke außer Betrieb) | 47,4                                            | Bouzanville-Boulaincourt                                                   | ⊙ 311 m                                                                    |
| Grenze (Strecke außer Betrieb) |                                                 | Grenze Département Vosges/Meurthe-et-Moselle                               | Grenze Département Vosges/Meurthe-et-Moselle                               |
| Grenze (Strecke außer Betrieb) |                                                 | Grenze Meurthe-et-Moselle/Département Vosges                               | Grenze Meurthe-et-Moselle/Département Vosges                               |
| Haltepunkt / Haltestelle (Strecke außer Betrieb) |                                                 | Frenelle-la-Petite                                                         | ⊙                                                                          |
| |                                                 |                                                                            |                                                                            |
| Abzweig geradeaus und von rechts (Strecke außer Betrieb) |                                                 | Bahnstrecke Barisey-la-Côte–Frenelle-la-Grande-Puzieux von Barisey-la-Côte | Bahnstrecke Barisey-la-Côte–Frenelle-la-Grande-Puzieux von Barisey-la-Côte |
| |                                                 |                                                                            |                                                                            |
| Bahnhof (Strecke außer Betrieb) | 50,6                                            | Frenelle-la-Grande-Puzieux                                                 | ⊙ 289 m                                                                    |
| Bahnübergang (Strecke außer Betrieb) |                                                 | D 413 (ehem. N 413)                                                        | D 413 (ehem. N 413)                                                        |
| Haltepunkt / Haltestelle (Strecke außer Betrieb) | 54,3                                            | Poussay                                                                    | ⊙ 263 m                                                                    |
| Bahnübergang (Strecke außer Betrieb) |                                                 | D 413                                                                      | D 413                                                                      |
| Brücke über Wasserlauf (Strecke außer Betrieb) | 56,0                                            | Arol (53 m)                                                                | Arol (53 m)                                                                |
| Brücke (Strecke außer Betrieb) | ~56                                             | D 166 (ehem. N 166)                                                        | D 166 (ehem. N 166)                                                        |
| Abzweig geradeaus und von rechts (Strecke außer Betrieb) |                                                 | Bahnstrecke Neufchâteau–Épinal von Neufchâteau                             | ⊙                                                                          |
| Bahnhof (Strecke außer Betrieb) | 57,1                                            | Mirecourt                                                                  | ⊙ 290 m                                                                    |
| Strecke (außer Betrieb) |                                                 | Bahnstrecke Neufchâteau–Épinal nach Épinal                                 | Bahnstrecke Neufchâteau–Épinal nach Épinal                                 |

Die französische Bahnstrecke Jarville-la-Malgrange–Mirecourt in Lothringen hat eine Länge von 57 Kilometern und verbindet in Nord-Süd-Richtung die Bahnstrecke Paris–Strasbourg nahe Nancy mit dem südlicher gelegenen Mirecourt.
Diese Strecke ist Teil der Magistrale Nancy–Langres, die sich hinter Mirecourt über Merrey in der Bahnstrecke Merrey–Hymont-Mattaincourt, einem  knapp 20 Kilometer langen Abschnitt der Bahnstrecke Culmont-Chalindrey–Toul und in der Bahnstrecke Langres–Andilly fortsetzt. Sie ist nicht elektrifiziert und heute teilweise nur noch eingleisig ausgebaut. Südlich von Pont-Saint-Vincent wird seit Dezember 2016 kein Personenverkehr mehr angeboten, südlich von Xeuilley ist die Strecke gesperrt. In Mirecourt bestand Verbindung zur 78 km langen Bahnstrecke Neufchâteau–Épinal, die heute nicht mehr bedient wird.
Infrastrukturbetreiber der Strecke ist bisher SNCF Réseau, SPNV-Betreiber die SNCF. Zwei Konsortien des Baukonzerns NGE, des Verkehrsunternehmens Transdev und der Bank Caisse des Dépôts (CDC) werden diese Aufgaben jedoch bis Dezember 2027 schrittweise übernehmen, den gesperrten Streckenteil instand setzen und die Gesamtstrecke bis 2046 betreiben.

## Geschichte
Der Bau der Strecke wurde am 26. Juli 1868 von Kaiser Napoleon per Dekret in Auftrag gegeben. Darin wird ausdrücklich auf die Verbindung mit dem Rhein-Marne-Kanal und den Hochöfen von Jarville hingewiesen sowie auf die Minen bei Vandœuvre und die 1839 gegründete Brauerei in Tantonville. Ferner wurde Wert darauf gelegt, dass die Nationalstraße 57 angebunden wurde. Die Bauausführung sollte die Gesellschaft Welche und Konsorten durchführen. Die Bausumme wurde mit 1,435 Millionen Francs beziffert und für fünf Jahre budgetiert. Das Konsortium bestand aus Charles-Nicolas Welche, Jurist und Mitglied der Ehrenlegion sowie Präsident der Entwicklungsgesellschaft der Chemin de fer de Nancy à Vézelise (CFNV), Jean-Baptiste-Joseph Lenglet, Bankier und Vizepräsident der CFNV und Jean-Alexandre Hatzfeld, Händler, Mitglied der Ehrenlegion sowie Mitglied der CFNV.

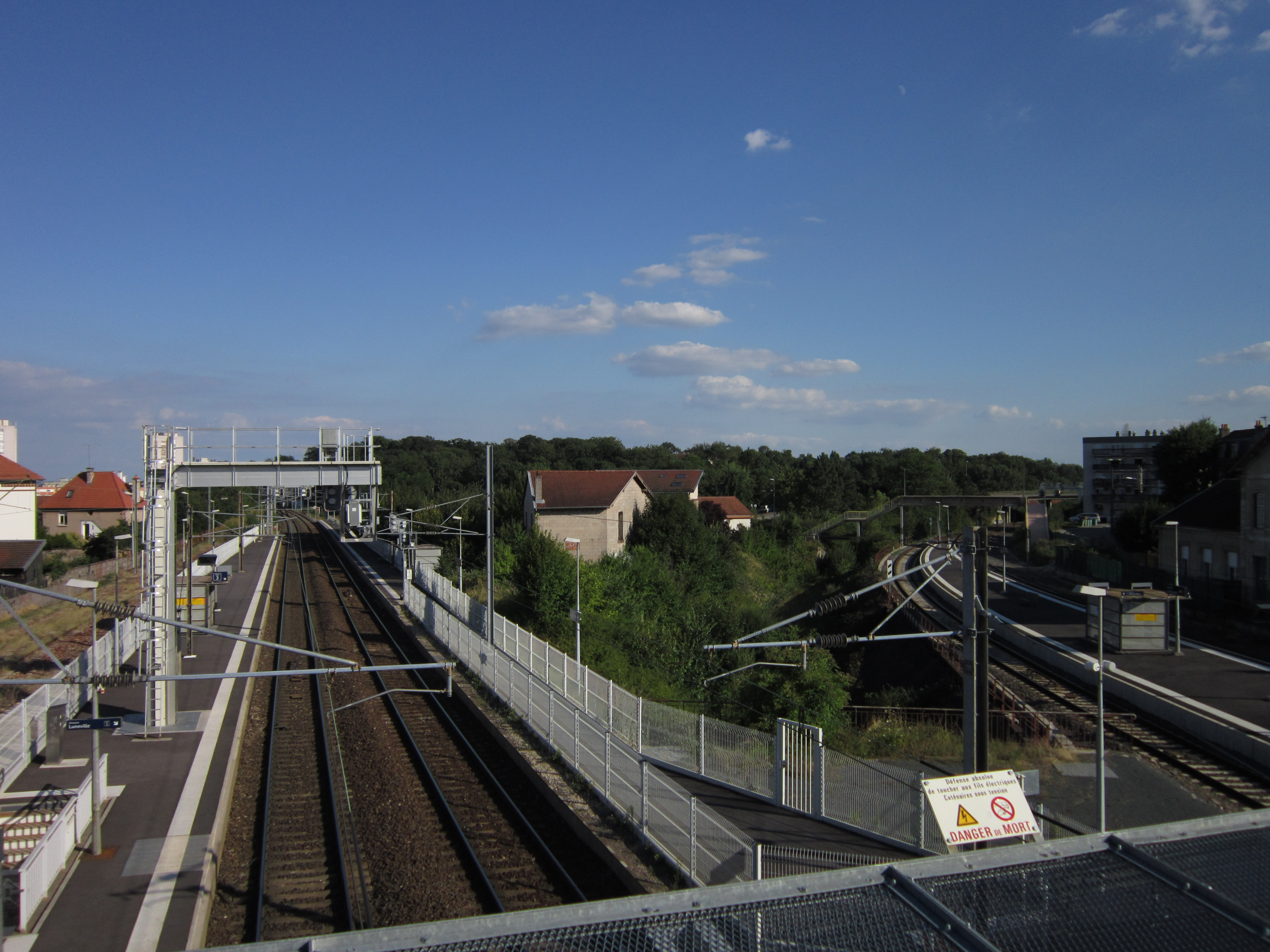
Streckenbeginn im Norden – links die Gleise in Richtung Straßburg, Blickrichtung Ost

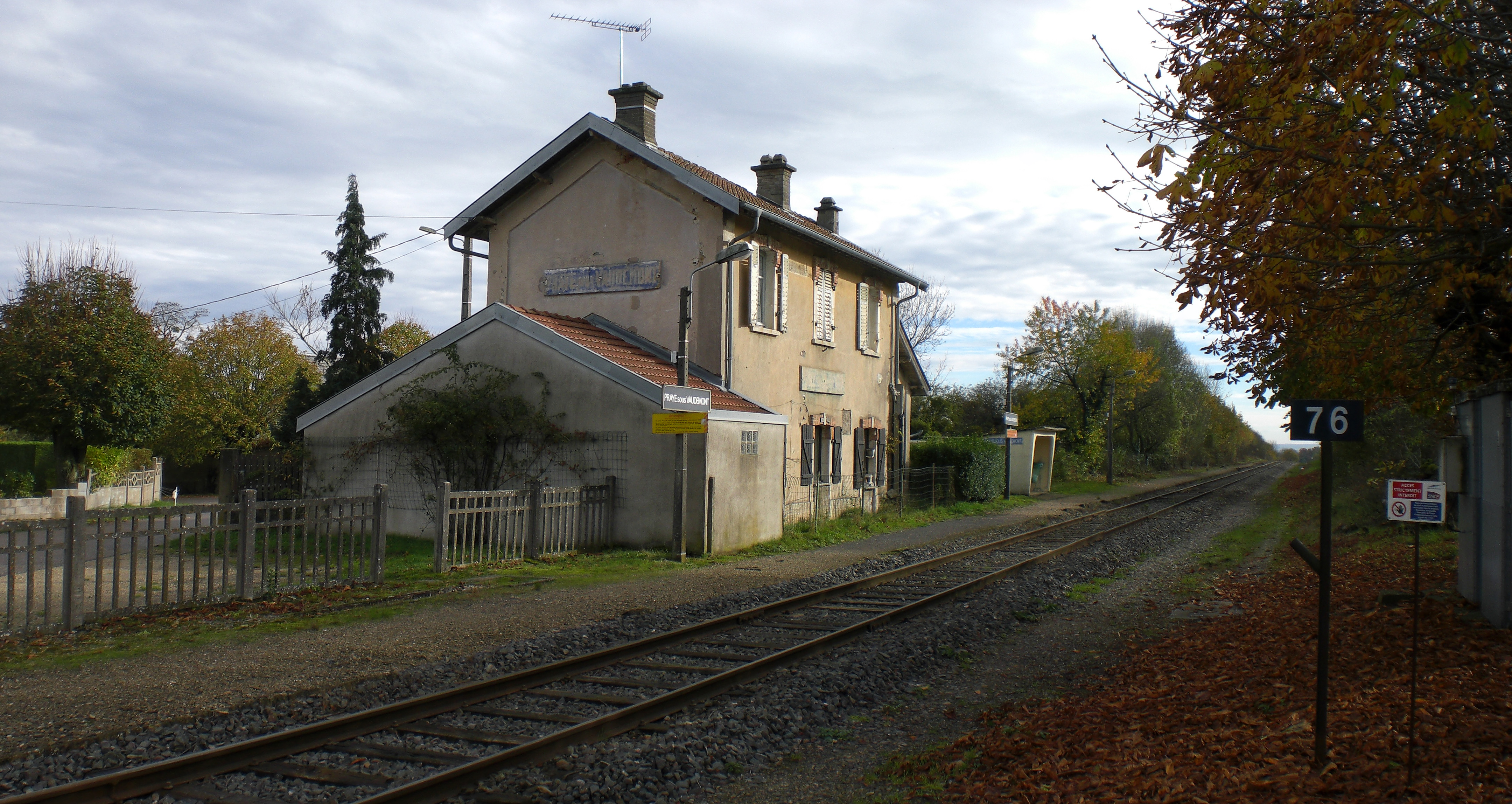
Bahnhof Praye-sous-Vaudémont vom Bahnübergang aus gesehen

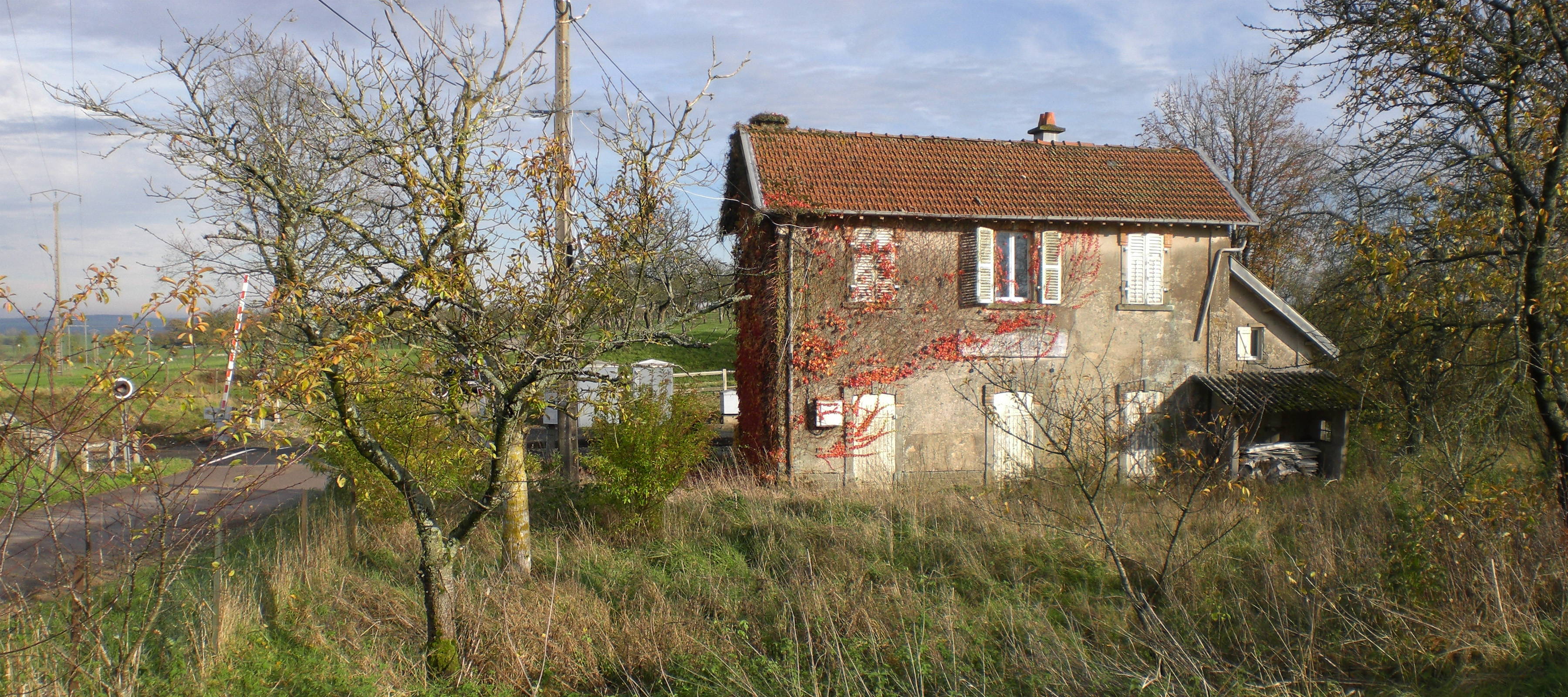
Ehemaliger Bahnhof Bouzanville-Boulaincourt mit Bahnübergang

1871 musste die Betreibergesellschaft Chemins de fer de l’Est diese Strecke infolge des verlorenen Deutsch-Französischen Krieges abtreten und wurde den Reichseisenbahnen in Elsaß-Lothringen angegliedert. Mit dem Abschnitt Vézelize–Mirecourt wurde am 22. Dezember 1879 das letzte Teilstück für den Verkehr eröffnet.
Im Jahr 1882 wurde die gesamte Strecke zweigleisig ausgebaut. 1976 wurde auf dem schwächer genutzten Abschnitt Vézelise–Mirecourt eines der beiden Streckengleise wieder entfernt.
Am 18. Oktober 2016 gab der Infrastrukturbetreiber SNCF Réseau bekannt, dass ab 18. Dezember 2016 aufgrund des schlechten Zustands des Oberbaus auf 38 der 43 Streckenkilometer südlich von Pont-Saint-Vincent eine Geschwindigkeitsbeschränkung von 40 km/h anstelle der bisher bis zu 90 km/h gelten werde. Der Schienenpersonenverkehr (SPNV) zwischen Pont-Saint-Vincent und Mirecourt wurde daraufhin zum 18. Dezember 2016 auf Busse umgestellt. Da südlich von Xeuilley bereits seit den 1990er-Jahren kein regelmäßiger Güterverkehr stattfindet, ist der Streckenabschnitt Xeuilley–Mirecourt seither ungenutzt. SNCF Réseau sperrte den Abschnitt daraufhin für jegliche Nutzung. Verschiedene regionale Interessengruppen setzen sich für die Wiederaufnahme des Schienenverkehrs ein.
Anfang Juni 2024 teilten die Verwaltung der Region Grand Est und die beteiligten Unternehmen mit, dass Konsortien des Baukonzerns NGE, des Verkehrsunternehmens Transdev und der Bank Caisse des Dépôts (CDC) sowohl Infrastrukturbetreiber als auch SPNV-Betreiber der Verbindung Nancy–Contrexéville werden. Ein Gemeinschaftsunternehmen aus NGE Concessions (50 % der Firmenanteile), der CDC-Tochtergesellschaft Banque des Territoires (30 %) und Transdev (20 %) übernimmt dazu die Infrastruktur der Bahnstrecke Jarville-la-Malgrange–Mirecourt, den Abschnitt Mirecourt–Hymont-Mattaincourt der Bahnstrecke Neufchâteau–Épinal und den anschließenden Teil der Bahnstrecke Merrey–Hymont-Mattaincourt bis Vittel bzw. Contrexéville bis 2046. Von Sommer 2024 bis Ende 2027 werden Instandsetzungs- und Modernisierungsarbeiten mit einem Volumen von 150 Millionen Euro ausgeführt. Anschließend ist das Unternehmen bis 2046 für Betrieb und Wartung der Infrastruktur zuständig.
Ein zweites Gemeinschaftsunternehmen, zu 75 % von Transdev Rail und zu 25 % von NGE gehalten, wird im Dezember 2027 den SPNV Nancy–Contrexéville bis 2046 übernehmen. Es sollen täglich 14 Zugpaare auf der Gesamtverbindung sowie 16 weitere Zugpaare zwischen Nancy und Pont-Saint-Vincent angeboten werden.

## Verkehr

### Personenverkehr
Im Personenverkehr wurde die Strecke (Nancy–)Jarville-la-Malgrange–Mirecourt bereits früh zusammen mit den südlich anschließenden Teilstrecken für durchgehende Züge zwischen Nancy, Mirecourt, Vittel, Contrexéville und Merrey genutzt. Zwischen Nancy und Pont-Saint-Vincent, vereinzelt Vézelise, wurden zusätzliche Fahrten für Pendler angeboten.
So enthielt der ab 14. März 1920 gültige Fahrplan täglich zwei Zugpaare Nancy–Merrey und je ein weiteres zwischen Nancy und Mirecourt sowie Nancy und Pont-Saint-Vincent. 1936 wurden ab Nancy zwei Zugpaare bis Langres, je ein weiteres bis Merrey und Contrexéville, sechs weitere bis Mirecourt sowie zwei bzw. vier weitere bis Vézelise und Pont-Saint-Vincent angeboten. In den Sommermonaten nutzte ferner ein Fernzug von Nancy nach Vichy die Strecke. Im Herbst 1956 waren es nur mehr ein Zugpaar Nancy–Langres, vier weitere bis Mirecourt, sowie ein bzw. zwei weitere bis Vézelise und Pont-Saint-Vincent.
In den folgenden Jahrzehnten wurden meist drei Zugpaare pro Tag über Mirecourt hinaus geführt, 1980 beispielsweise zwei nach Langres und eines bis Contrexéville. Ergänzt wurden sie durch einzelne Züge bis Mirecourt (1980: zwei Zugpaare) und den Vorortverkehr bis Vézelise bzw. Pont-Saint-Vincent. Vor der Schließung des südlichen Abschnitts enthielt der Fahrplan zeitweise nur mehr ein Zugpaar Nancy–Contrexéville, während die Zahl der Züge bis Pont-Saint-Vincent erhöht wurde. Im Sommerfahrplan 2024 werden wochentags 19 Reisezugpaare zwischen Nancy und Pont-Saint-Vincent angeboten.
Betreiber des Personenverkehrs waren bis Ende 1936 die Chemins de fer de l’Est. Seither führt die SNCF die Züge. Dabei wurde ab 1986 die Bezeichnung TER Lorraine verwendet; seit Dezember 2016 TER Grand Est bzw. die Marke TER fluo. Im Dezember 2027 wird ein Gemeinschaftsunternehmen von Transdev Rail (75 %) und NGE (25 %) den SPNV übernehmen.

### Güterverkehr
Im Güterverkehr dient die Strecke vor allem der Anbindung eines über den Bahnhof Pont-Saint-Vincent erreichten Eisenwerks in Neuves-Maisons und eines Zementwerks in Xeuilley. Die von verschiedenen Eisenbahnverkehrsunternehmen geführten Züge nutzen nördlich von Pont-Saint-Vincent überwiegend die Strecke (Toul–)Neuves-Maisons–Rosières-aux-Salines